# Jean Guerre-Dumollard
Jean Guerre-Dumollard, né le 10 novembre 1761 à Allevard et mort le 15 août 1845 à Saint-Rambert-l'Île-Barbe, aujourd'hui situé dans la commune de Lyon, est un homme de loi et historien de la Révolution à Lyon.

## Biographie
Fils d’Antoine Guerraz et de Louise Paturel, Jean Guerra porte le patronyme Guerre sur son acte de naissance le 10 novembre 1761, ainsi que le 7 décembre 1794 sur son acte de mariage avec Marie Magdeleine Robin (dont la sœur a épousé Pierre Poivre). Il prend ensuite le nom de Guerre-Dumollard (le Mollard est un hameau d’Allevard). Il est enregistré comme Jean Guerre Dumolard sur son acte de décès, le 15 août 1845, à l’âge de 83 ans. Il est inhumé dans le cimetière de Saint-Rambert.

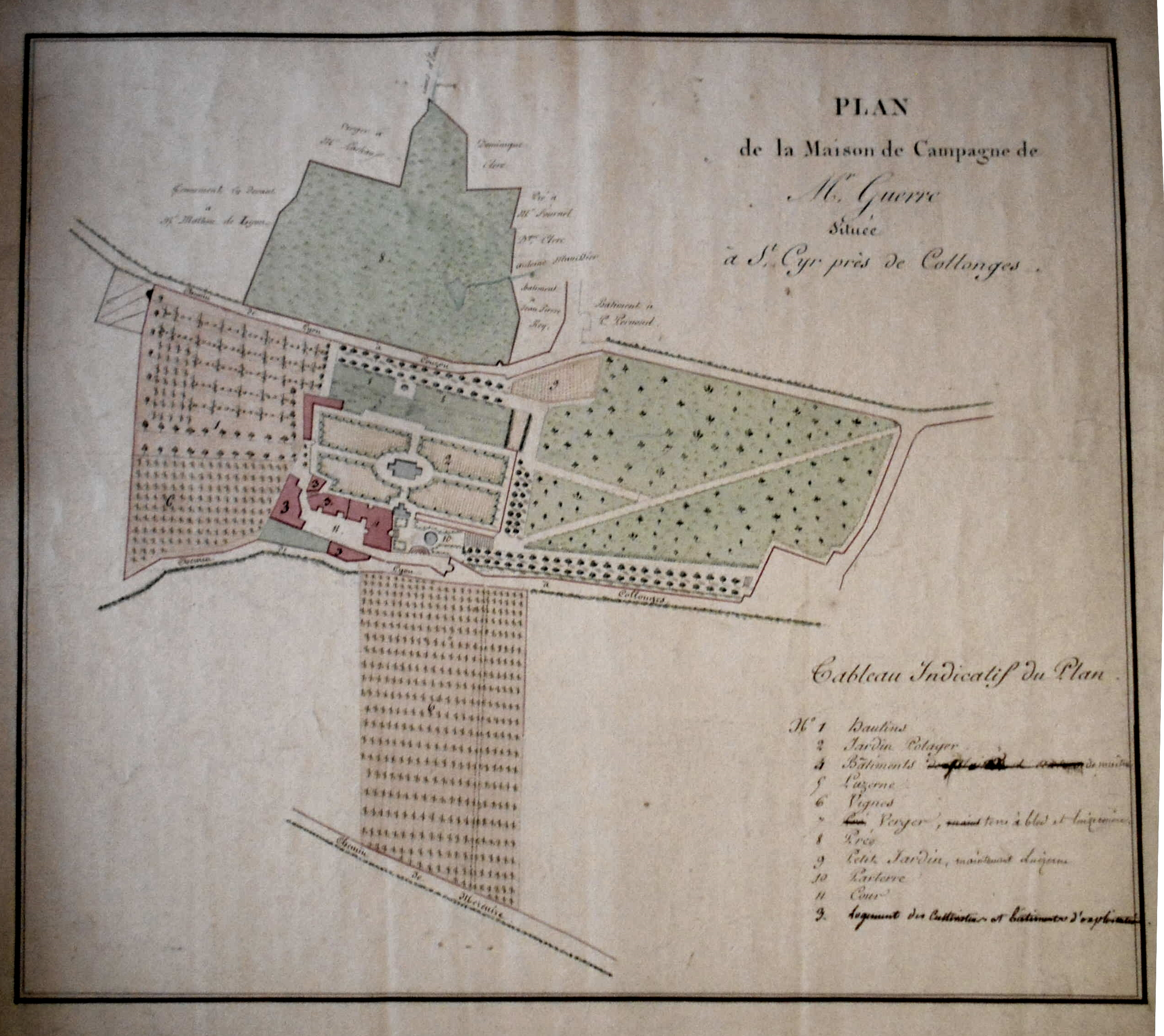
Plan de la propriété Guerre-Dumolard à Saint-Cyr-au-Mont-d'Or

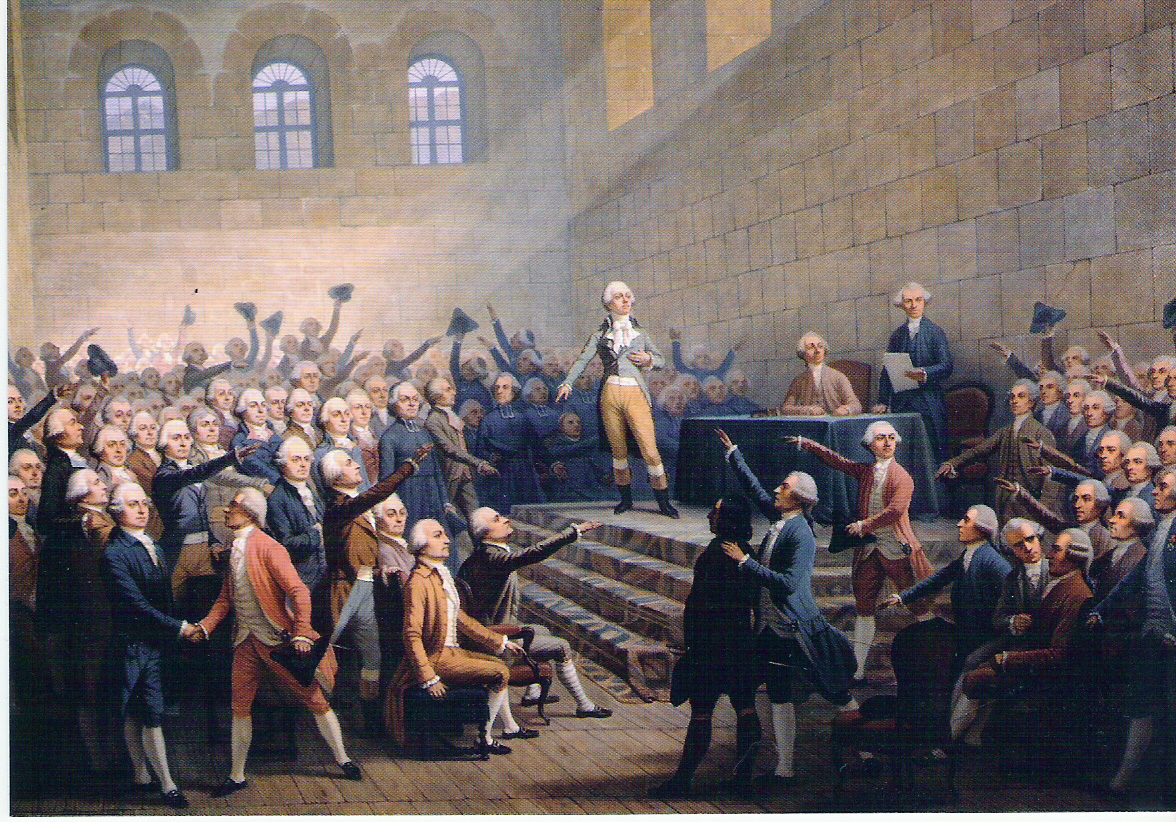
Assemblée des trois ordres du Dauphiné à Vizille en 1788.

Il est reçu avocat au Parlement de Grenoble en 1785. En juillet 1788, il est député à l’Assemblée de Vizille. Il partage les idées de son ami Jean-Joseph Mounier. En septembre 1789, il fait partie de l’Assemblée des Trois ordres à Romans.
Les Parlements ayant été dissous, Jean Guerre s’installe à Lyon en avril 1792. Il participe aux débats révolutionnaires, mais puisqu’il en dénonce les excès, il devient suspect auprès des Jacobins et doit s’enfuir. Il revient à Lyon, il est secrétaire puis président de  sa section. Il est désigné pour porter à Paris le récit de l'insurrection du 29 mai 1793. Chargé officiellement de rédiger le récit avec cinq autres commissaires, dont Lamourette, il reste seul. La publication du Manifeste des habitants de la ville de Lyon, aux approches du siège de la cité est rapidement détruite, un libraire est guillotiné. On demande l’arrestation de l’auteur ; alors Jean Guerre prend la fuite.
Lorsque la Terreur prend fin, le 4 octobre 1794, il rentre à Lyon où son logement a été pillé. Au cours des années suivantes, il exerce comme homme de loi, régisseur de l’octroi, puis juge à la cour d’appel et avocat. Il est membre du Conseil de l’Ordre en 1832. Il est conseiller municipal de Saint-Cyr-au-Mont-d’Or, puis à Lyon de 1803 à 1814 et de 1834 à 1845.

## Sociétés savantes
- Académie de Lyon, il est élu le 21 novembre 1809, président en 1819 et 1837[7].
- Académie d'agriculture de France, il est membre résidant de la société royale d'agriculture de Paris en 1798, mais démissionnaire en 1801[8].
- Société d’agriculture de Lyon en 1812, et de Mâcon en 1837[8].
- Société littéraire, historique et archéologique de Lyon : membre en 1832-1835, puis membre honoraire en 1835-1845[8].
- Institut historique, il est nommé membre en 1834[8].

## Publications
- Histoire de la révolution de Lyon, Servant de développement et de preuve à une conjuration formée en France contre tous les Gouvernemens, et contre tout ordre social, Lyon, imprimerie de Regnault, 1793, 113 p. (lire en ligne)

- Considérations sur les taxes extraordinaires de guerre, établies ou projetées à Lyon, Lyon, imprimerie de J.-B. Kindelem, 1815, 24 p. (lire en ligne)

- Campagnes de Lyon, en 1814 et 1815 : ou Mémoires sur les principaux évènemens..., Lyon, imprimerie de J.-B. Kindelem, 1816, 324 p. (lire en ligne)

- Notice historique sur la vie de M.P.F. Rieussec, conseiller honoraire à la Cour royale de Lyon..., Lyon, imprimerie de Louis Perrin, 1827, 22 p. (lire en ligne)

- Mémoire sur une fausse accusation de parricide par empoisonnement : avec des observations sur quelques points de l'administration de la justice criminelle en France, Lyon, éd. G. Rossary, 1830, 416 p. (lire en ligne)